# Chutes Too Narrow
Chutes Too Narrow ist das zweite Studioalbum der US-amerikanischen Indie-Pop-Band The Shins aus dem Jahr 2003. Der Albumtitel ist einer Textzeile aus dem Song Young Pilgrims entnommen.

## Entstehung
Nachdem Mercer und Sandoval im Jahr 2002 nach Portland, Oregon umgezogen waren, trennte sich Bassist Neal Langford von der Band, Crandall blieb von Albuquerque aus bei der Band und Dave Hernandez, der nach seinem Aufenthalt in New York nun in der Nähe von Seattle lebte, stieß wieder zur Band. Erste Teile des Albums entstanden im Frühsommer 2003 in Mercers Wohnung. Weitere Teile des Albums wurden in den Avast! Studios in Seattle, Washington unter der Produktion von Phil Ek aufgenommen und alle Titel im Studio abgemischt. Ek hatte bereits für Modest Mouse produziert, die beim gleichen Musiklabel wie The Shins unter Vertrag standen und beeinflusste den Sound von eher keyboardbetonter Popmusik hin zu gitarrenlastigerer Rockmusik. Das Label Sub Pop veröffentlichte das Album im Oktober 2003.

## Titelliste
Alle Songs wurden geschrieben von James Mercer.
1. Kissing the Lipless – 3:19
2. Mine's Not a High Horse – 3:20
3. So Says I – 2:48
4. Young Pilgrims – 2:47
5. Saint Simon – 4:25
6. Fighting in a Sack – 2:26
7. Pink Bullets – 3:53
8. Turn a Square – 3:11
9. Gone for Good (A Call to Apathy) – 3:13
10. Those to Come – 4:24
11. Mild Child (Japanese Bonus Track) – 4:29

## Besetzung
The Shins:
- James Mercer: Gesang, Gitarre, Harmonika
- Dave Hernandez: Bass
- Jessie Sandoval: Schlagzeug
- Marty Crandall: Keyboard

Gastmusiker:
- Annemarie Ruljancich – Violine auf Saint Simon
- Kevin Suggs – Pedal-Steel-Gitarre auf Gone for Good

## Charterfolg
Chutes Too Narrow platzierte sich im November 2003 in den Billboard 200 auf Rang 83 und hielt sich 6 Wochen.

## Rezeption
Chutes Too Narrow wurde vom Slant Magazine auf Platz 91 der Besten Alben der 2000er gewählt und von Pitchfork Media auf Platz 46. Allmusic äußert sich lobend: „Chutes Too Narrow mag so leicht und  vergänglich erscheinen wie der Flaum einer Pusteblume oder Schneegestöber, das im Wind fliegt, aber seine Richtung verspricht noch mehr gute Dinge von The Shins.“ („Chutes Too Narrow might seem as light and fleeting as dandelion fluff or snow flurries blowing in the wind, but its direction promises even more good things from the Shins.“)
Die Titel Gone for Good and Those To Come fanden bei der Filmmusik für die Komödie Reine Chefsache von Paul Weitz Verwendung.